# Metalni bojni kij
Metalni bojni kij je ročno metalno orožje, ki je bližnji sorodnik bojnega kija.
Metalni bojni kij je po navadi lesena palica (dolga približno 50 cm), ki ima na enem delu oblikovano glavo. Glava je okrepljen, debelejši del palice, ki je oblikovan tako, da zadane sovražniku in mu povzroči topo poškodbo.